# Saison 2 des Griffin
Chronologie
Saison 1 Saison 3
La deuxième saison de la série d'animation Les Griffin est initialement diffusée aux États-Unis sur le réseau Fox du 23 septembre 1999 au 1er août 2000, et se compose de vingt-et-un épisodes. Elle est diffusée en France du 27 août 2000 au 5 avril 2001 sur Canal+ en clair. La série se centre sur la famille instable des Griffin — le père Peter, la mère Lois, la fille Meg, le fils Chris, le bébé Stewie et leur chien anthropomorphe Brian, résidents de la ville fictive de Quahog. Dans la version originale, la série présente les voix de Seth MacFarlane, Alex Borstein, Seth Green, et Lacey Chabert dans le rôle de la famille Griffin. Les producteurs exécutifs de cette saison incluent David Zuckerman et MacFarlane.

## Production
En 2002, la série est annulée à cause d'un faible audimat,. La série est annulée après sa saison 1999–2000, mais revient pour une troisième saison en 2001. Pendant la troisième saison, la Fox annonce l'annulation de la série pour de bon,. La Fox tente de vendre les droits de la série, mais elle trouve difficilement preneur ; elle est finalement acquise par Cartoon Network pour « deux fois rien », selon le président de 20th Century Fox Television Production. Elle est, néanmoins, relancée grâce à sa diffusion sur Adult Swim, puis de retour sur la chaîne Fox en 2002.

## Épisodes
| No. de série | No. dans la saison | Titre                                                   | Réalisation                  | Scénario                        | Date de diffusion (FOX) | Date de diffusion (Canal+) | Date de diffusion (Télétoon) | Code prod. |
| --- | ------------------ | ------------------------------------------------------- | ---------------------------- | ------------------------------- | ----------------------- | -------------------------- | ---------------------------- | ---------- |
| 8 | 1                  | Les Vieux de l'amour Peter, Peter, Caviar Eater         | Jeff Myers                   | Chris Sheridan                  | 23 septembre 1999       | 27 août 2000               | Inconnue                     | 1ACX08     |
| Lois est triste car sa tante préférée est morte à son arrivée à Quahog. Peter est content d'être débarrassé d'une femme qui le détestait, surtout que cette dernière lègue son manoir à Lois. Pour être certain d'y vivre, Peter vend sa maison sans en parler à sa femme, qui est en colère mais qui finit par céder. Alors que la famille commence à se vautrer dans le luxe, Lois se souvient avec nostalgie de sa rencontre avec Peter alors que ce dernier demande à Brian de l'éduquer pour évoluer dans la haute société. Les cours ont du succès mais Lois ne reconnaît plus son mari, qui se laisse emporter à acheter un vase une fortune aux enchères pour sa femme. Voyant que sa famille change de façon drastique, Lois décide de repartir pour Quahog. Peter lui doit faire face à ses engagements financiers mais ses problèmes se résolvent quand il découvre que le manoir a servi de maison close présidentielle et que les clichés le prouvant valent une fortune. Ses dettes soldées, Peter, conscient d'avoir changé, décide de repartir avec sa famille. |                    |                                                         |                              |                                 |                         |                            |                              |            |
| 9 | 2                  | La Couche du mioche Holy Crap                           | Neil Affleck                 | Danny Smith                     | 30 septembre 1999       | 3 septembre 2000           | Inconnue                     | 1ACX11     |
| Peter est heureux de fêter la retraite de son père car il espère le voir plus souvent. Mais Francis Griffin aurait préféré continuer à travailler. Peter lui donne asile mais l'intransigeance religieuse de ce dernier commence à poser de nombreux problèmes à tout le monde, surtout qu'il est surpris à essayer de retravailler en cachette dans son ancienne usine. Peter espère nouer des liens en le faisant engager dans son usine de jouets mais devenu contremaître, Francis devient de plus en plus tyrannique et religieusement extrême. Peter lui en fait la remarque mais se fait virer par son père. Lois pousse Peter à réagir. Ce dernier profite de la venue du Pape pour enlever le Saint Père et lui demander conseil. Après avoir expérimenté le caractère épouvantable de Francis, le Pape ne peut que souligner le fait que si Peter doit honorer son père, il n'est pas forcément obligé de l'aimer. Impressionné par la visite, Francis décide de rendre son emploi à Peter et de changer de vie, en intégrant les services de sécurité du pape. |                    |                                                         |                              |                                 |                         |                            |                              |            |
| 10 | 3                  | Te gaga tsouin tsouin DaBoom                            | Bob Jaques                   | Neil Goldman et Garrett Donovan | 26 décembre 1999        | 1er janvier 2001           | Inconnue                     | 2ACX06     |
| Les Griffin se préparent à célébrer l'an 2000 sans craindre le Bug malgré les appréhensions de Peter qui s'est caché dans la cave et ou il attire sa famille. Avec raison car le bug provoque une guerre nucléaire généralisée. Peter et Brian recherchent de la nourriture dans les ruines de la ville mais les réserves étant épuisées, la famille doit partir de Quahog et se réfugier dans une usine de biscuits qui a échappé à la destruction. Mais Stewie commence à muter en pieuvre du fait des radiations pendant qu'une nouvelle communauté s'établit avec les règles idiotes de Peter qui se fait expulser quand il essaye de ré-armer la population. La ville est alors envahie et détruite par des doubles que Stewie a pondu. Pamela Ewing, de la série Dallas, se réveille alors et retrouve son mari Bobby sous la douche où elle raconte son rêve bizarre au sujet des Griffin. C'est la première fois qu'apparaît le poulet jaune, ennemi juré de Peter, durant une scène de bataille d'environ 1 minute 40 secondes. |                    |                                                         |                              |                                 |                         |                            |                              |            |
| 11 | 4                  | La marée était trop vieille Brian in Love               | Jack Dyer                    | Gary Janetti                    | 7 mars 2000             | 13 mars 2001               | Inconnue                     | 2ACX01     |
| Stewie est outré car tout le monde pense qu'il a uriné sur le tapis. Lois pense qu'il est temps de lui apprendre le pot. Brian lui tente d'effacer les preuves de sa culpabilité mais la famille se rend compte que c'est lui le coupable quand Brian ne peut se retenir en plein magasin. Brian commence une psychothérapie, ce qui lui rappelle ses peines cachées. Il part en voyage soigner sa crise de la cinquantaine et en revient guéri. Stewie se venge alors en urinant partout et en faisant accuser Brian qui doit recommencer sa thérapie. Brian doit admettre son amour caché pour Lois comme étant une cause possible de son énurésie. Brian est mal à l'aise de rester seul avec Lois et Stewie s'aperçoit de la chose. Énervé, Brian tente de déclarer sa flamme mais Lois l'en dissuade en lui confirmant qu'il se prendrait un râteau géant s'il posait la question. |                    |                                                         |                              |                                 |                         |                            |                              |            |
| 12 | 5                  | La Poire de ma mère Love Thy Trophy                     | Jack Dyer                    | Mike Barker et Matt Weitzman    | 14 mars 2000            | 14 mars 2001               | Inconnue                     | 1ACX13     |
| Peter est heureux de voir son thème choisi pour la parade annuelle de la ville. Meg, elle, déprime car son sac à main n'est pas à la mode et elle est rejetée par les autres filles du lycée. Vu le prix du sac désiré, Meg est obligée de travailler et fait passer Stewie pour son fils pour apitoyer son patron et les clients qui se montrent plus généreux. Peter et toute la bande ont gagné le prix du défilé mais le problème est qu'il n'y a qu'un seul trophée et tous se disputent la garde. La bande décide de l'exposer dans la rue pour que tous en profitent mais l'Huitre d'Or disparaît dès la première nuit et tous se suspectent. Peter profite d'une réunion amicale pour fouiller les maisons du voisinage mais ne trouve rien. Les voisins, méfiants, rivalisent de pièges pour améliorer leur sécurité. Le stratagème de Meg lui permet de s'offrir le sac de ses rêves mais les services sociaux croient ses histoires et Stewie est placé d'office auprès d'une famille d'accueil dont il perturbe avec plaisir la fratrie. Réconciliés par la morale de Brian, les voisins montent un plan pour récupérer Stewie. Mais la diversion échoue et Meg est contrainte de céder son sac en échange de Stewie, qui doit désormais régler un problème d'addiction aux pancakes de l'ancien patron de Meg. |                    |                                                         |                              |                                 |                         |                            |                              |            |
| 13 | 6                  | La garde rend mais ne meurt pas Death Is a Bitch        | Michael DiMartino            | Ricky Blitt                     | 21 mars 2000            | 15 mars 2001               | Inconnue                     | 1ACX14     |
| Lois est inquiète car Peter a une boule à un téton. Peter panique en attendant les résultats qui se révèlent finalement bénins. Mais pour éviter de payer la note du médecin, Peter se fait passer pour décédé sur le formulaire, ce qui attire la Mort qui vient le chercher. La famille tente de retarder l'inévitable en invitant la Mort pour le diner. Peter tente de fuir et la Mort se foule la cheville et doit donc se soigner. Lois comprend que la Mort est inoffensive et que personne ne mourra tant qu'elle restera sur le canapé. Peter saute sur l'occasion pour gagner un pari stupide et révèle au monde que tout le monde est provisoirement immortel. Lois obtient que la Mort épargne Peter mais ce dernier doit la remplacer pour une soirée afin de montrer que son pouvoir est intact et la Mort désigne les acteurs de la série Dawson comme victimes de marque. Peter monte à bord de l'avion mais finalement refuse de faire le sale travail. Il tue cependant accidentellement les pilotes et les passagers ne doivent la vie qu'à la présence d'une actrice qui a tourné dans un film catastrophe. La Mort est cependant satisfaite que Peter ait montré que son pouvoir sur les vivants était toujours intact et repart, promettant cependant de revenir très vite... |                    |                                                         |                              |                                 |                         |                            |                              |            |
| 14 | 7                  | Le tas, c'est moi ! The King Is Dead                    | Monte Young                  | Craig Hoffman                   | 28 mars 2000            | 16 mars 2001               | Inconnue                     | 1ACX15     |
| Lois est engagée comme directeur artistique du théâtre local à la mort de son prédécesseur. Peter est lui déçu que son idée de jouet n'ait pas été retenue et pour se remonter le moral tente sa chance aux auditions du spectacle de Lois. Il est refusé et sa femme lui confie le rôle de producteur pour ne pas le déprimer davantage. Mais les ajouts que Peter fait dénaturent la pièce et Lois le cantonne à la vente de billets et la publicité. Ulcérée de voir que Peter continue de multiplier les aménagements loufoques, Lois décide de démissionner espérant que son mari échouera. Les répétitions trop intenses ont raison de l'actrice qui tient le premier rôle féminin et Peter décide d'endosser le rôle modifié à l'extrême. Le public en délire apprécie le résultat final au grand désarroi de Lois qui reconnaît cependant que Peter a beaucoup de créativité. |                    |                                                         |                              |                                 |                         |                            |                              |            |
| 15 | 8                  | La Bière et le pochard I Am Peter, Hear Me Roar         | Monte Young                  | Chris Sheridan                  | 28 mars 2000            | 19 mars 2001               | Inconnue                     | 2ACX02     |
| Les Griffin ont la possibilité de gagner un bateau mais Peter choisit la boîte mystérieuse et gagne des places de théâtre alors que ses amis se pavanent sur leur hors-bords. Peter boit au spectacle pour oublier son infortune et se couvre de ridicule sur scène. Peter continue de raconter des blagues à son travail et se retrouve accusé de harcèlement sexuel. Peter accepte de suivre des cours de remise à niveau de relations entre collègues pour éviter le procès mais il est forcé de passer une semaine en séminaire féminin tellement son cas est désespéré. À son retour, les cours ont fait leur office mais un peu trop bien car Peter se comporte comme une femme et traumatise Stewie en tentant de lui donner le sein. Lois demande de l'aide à ses amis et tente de réveiller le côté masculin de Peter. Mais ce n'est qu'en battant comme plâtre l'avocate qui est la cause de l'histoire que Lois y parvient au bout d'un intense combat de catch féminin qui réveille les hormones de Peter. |                    |                                                         |                              |                                 |                         |                            |                              |            |
| 16 | 9                  | Quatre ménages et un défraiement If I'm Dyin' I'm Lyin' | Swinton O. Scott III         | Chris Sheridan                  | 4 avril 2000            | 20 mars 2001               | Inconnue                     | 1ACX12     |
| Au vu des résultats scolaires désastreux de Chris, ce dernier est privé de télé pour une semaine. Mais à la fin de la punition, il découvre que sa série télé favorite est annulée. Peter tente de faire revenir la chaîne sur sa décision en faisait croire que Chris est mourant et que le retour de la série est sa dernière volonté. Le stratagème réussit mais Lois découvre le plan. Afin d'échapper aux conséquences et à la prison, Peter prétend avoir guéri Chris miraculeusement, ce qui attire inévitablement les désespérés dont Peter abuse de la naïveté. Lois craint les foudres divines et voit sa pire crainte se réaliser en voyant les 7 plaies d'Égypte frapper la maison. Peter se repentant, Dieu lève la malédiction. |                    |                                                         |                              |                                 |                         |                            |                              |            |
| 17 | 10                 | Je panse donc j'essuie Running Mates                    | John Holmquist               | Garrett Donovan et Neil Goldman | 8 avril 2000            | 21 mars 2001               | Inconnue                     | 1ACX09     |
| Lois décide de se présenter aux élections scolaires, mais sa campagne est menacée quand Chris est surpris à mater les filles dans les vestiaires. Pour lui faire son éducation, Peter lui donne ses anciennes revues porno. Parallèlement, il est outré d'apprendre que son ancien professeur est drogué sur ordre de l'administration scolaire pour calmer ses envolées pédagogiques. Il vole les cachets mais le prof pète un plomb et se voit licencié. Afin d'assurer sa réintégration, Peter décide de se présenter contre sa femme après le retrait surprise de la première concurrente. La campagne tourne à l'avantage de Lois mais Peter sort les grands moyens en diffusant des photos de charme de sa femme, ce qui lui assure la victoire à la grande fureur de cette dernière. Mais sa carrière est stoppée net quand les revues de Chris se retrouvent à la bibliothèque. Ne pouvant charger Lois pour cette faute, Peter décide d'avouer et perd son poste, tout en regagnant l'amour de sa femme. |                    |                                                         |                              |                                 |                         |                            |                              |            |
| 18 | 11                 | La pâtée si je rends A Picture Is Worth 1,000 Bucks     | Gavin Dell                   | Craig Hoffman                   | 18 avril 2000           | 22 mars 2001               | Inconnue                     | 2ACX07     |
| Peter célèbre son anniversaire dans un parc d'attraction et se fait expulser par un de ses anciens condisciples devenu riche. Peter déprime en constatant qu'il n'a rien fait de sa vie. Mais son moral remonte quand une toile que Chris lui a offerte est achetée une petite fortune par un célèbre galeriste. Peter pousse Chris à partir pour New York ou il devient la coqueluche du milieu artistique. Mais manipulé par son agent, Chris décide de quitter sa famille, ce que Peter n'accepte pas. Il tente de découvrir le don de Meg pour quelque chose et en tirer profit et gloire. Meg se révèle imiter les oiseaux à la perfection mais décide de ne pas exploiter ce petit don. Lois arrive à attirer Peter à la soirée inaugurale où Chris ruine sa carrière débutante de peintre avant-gardiste en peignant son père à la Warhol. La famille se prépare à rentrer mais Stewie tape dans l'œil d'un publicitaire qui l'engage pour une campagne de couches Calvin Klein. |                    |                                                         |                              |                                 |                         |                            |                              |            |
| 19 | 12                 | Certains l'aiment chauve Fifteen Minutes of Shame       | Scott Wood                   | Steve Callaghan                 | 25 avril 2000           | 23 mars 2001               | Inconnue                     | 2ACX08     |
| Les Griffin se détendent à la kermesse annuelle de la ville. Peter se fait remarquer en tenant le rôle traditionnel de l'Huitre Fondatrice de la ville mais se fait rejeter nu sur la plage, se couvrant de honte. La soirée de Meg empire car ses parents gâchent sa soirée pyjama. Meg décide d'humilier ses parents pour leur faire comprendre ce qu'elle endure et fait en sorte de les faire passer dans une émission à scandales. Un producteur assiste à l'émission et propose à la famille de les filmer afin d'en faire les héros d'une émission de téléréalité qui doit durer six mois. Mais Meg en a marre et décide de quitter le show. Elle se voit immédiatement remplacée par une actrice sexy et quitte ses parents quand elle voit que ceux-ci ne réagissent pas. Peter finit par protester mais toute la famille se voit remplacée par des acteurs. Meg finit par rejoindre sa famille quand elle apprend leur infortune et toute la famille doit attendre la fin du contrat pour regagner sa maison. |                    |                                                         |                              |                                 |                         |                            |                              |            |
| 20 | 13                 | L'Opticien à sa mémère Road to Rhode Island             | Dan Povenmire                | Gary Janetti                    | 30 mai 2000             | 26 mars 2001               | Inconnue                     | 2ACX12     |
| Brian se souvient sur le divan du psy de la dernière fois où il a vu sa mère, qui l'a laissé partir se faire vendre, ce qui n'arrange pas son alcoolisme. Pour se détendre, il propose de ramener Stewie de ses vacances chez ses grands-parents, ou ce dernier s'amuse à faire accuser la bonne de vol en cachant un collier de diamants dans sa blouse. Mais Brian se saoule en attendant l'heure du vol et les deux compères se font voler leurs bagages avec les billets. De son côté, Lois tente d'avoir une meilleure communication avec Peter à l'aide de vidéos pédagogiques qui se révèlent en fait érotiques.Brian et Stewie volent une voiture pour rentrer, mais la police les force à changer pour un avion d'épandage, puis un camion d'immigrants clandestins. Brian s'aperçoit alors qu'il se trouve près de son lieu de naissance, et décide de profiter de l'occasion pour revoir sa mère. Mais il arrive trop tard car elle est morte depuis un an et s'est trouvée empaillée pour servir de table de chevet. Brian est scandalisé par cette fin et décide malgré sa rancœur envers elle de l'enterrer plus dignement. Lois elle découvre que Peter est devenu fan des vidéos coquines et décide de jouer le jeu et de donner à Peter ce dont il a envie |                    |                                                         |                              |                                 |                         |                            |                              |            |
| 21 | 14                 | Les Truffes de zéro Let's Go to the Hop                 | Glen Hill                    | Mike Barker et Matt Weitzman    | 6 juin 2000             | 27 mars 2001               | Inconnue                     | 2ACX04     |
| Un avion transportant un chargement de grenouilles de contrebande s'écrase et les amphibiens se répandent dans la ville. Leur contact avec la langue délivre une dose de drogue et les jeunes s'en aperçoivent rapidement. Lois est sidérée de trouver une grenouille dans les affaires de ses enfants. Meg finit par avouer qu'elle garde l'animal pour des élèves dont elle espère se faire des amis. Peter retourne au lycée en se faisant passer pour un élève afin de convaincre les autres élèves de ne plus lécher de grenouilles, ce qu'il arrive à faire sur l'air de Grease...Meg en profite pour inviter son propre père afin de relancer sa propre popularité. Mais Peter se fait inviter par une autre fille et accepte l'invitation, ce qui met Lois en colère et Peter se voit puni pour la soirée. Peter fait le mur et est le roi du dance-floor. Peter fait en sorte de mettre Meg en lumière avant de partir. |                    |                                                         |                              |                                 |                         |                            |                              |            |
| 22 | 15                 | La Vengeance d'une ronde Dammit Janet                   | Bert Ring                    | Mike Barker et Matt Weitzman    | 13 juin 2000            | 28 mars 2001               | Inconnue                     | 2ACX09     |
| Stewie s'amuse à séquestrer de jeunes enfants au parc en les enfermant dans sa grotte secrète. Lois s'inquiète de ne pas le voir se lier avec d'autres bambins de son âge et décide de le laisser à une garderie pour qu'il se socialise. S'ennuyant en l'absence du bébé, elle décide de reprendre un travail à mi-temps. À la garderie, Stewie s'ennuie mais fait la connaissance d'une jeune fille qui lui plait. Lois accepte un poste d' hôtesse de l'air, ce dont Peter est heureux car il pourra voyager gratuitement. Brian lui se rend compte que Stewie est tombé amoureux et s'en amuse. Stewie accepte le fait d'être sous le charme de la fillette et tente de la séduire. Lois se rend compte que Peter profite indûment de son privilège et l'emmène aux WC le disputer pendant qu'un détournement emmène l'avion à Cuba où le couple est bloqué deux semaines en attendant son retour. Stewie lui se rend compte que sa copine ne lui parlait que pour lui piquer ses biscuits. Il tente de rendre cette dernière jalouse, en vain, puis décide de la plaquer malgré la peine que cela provoque en lui. Peter tente de trouver des places au marché noir mais sans argent, ils doivent repartir avec d'autres clandestins en partance pour les USA sur un canot gonflable. |                    |                                                         |                              |                                 |                         |                            |                              |            |
| 23 | 16                 | Le Cinquième et l'amant There's Something About Paulie  | Ricky Blitt                  | Monte Young                     | 27 juin 2000            | 29 mars 2001               | Inconnue                     | 1ACX10     |
| Lois est épuisée de sa journée et demande une voiture personnelle pour l'aider. Peter accepte à condition de choisir le modèle et se fait refiler une épave, ce qui rend Lois furieuse. Peter se laisse convaincre par un mafioso local de gruger l'assurance en organisant le casse de sa voiture. Peter peut s'offrir une nouvelle voiture mais doit un service à la mafia : distraire Paulie, le neveu insupportable du don pendant une soirée entière pour qu'il ne ruine pas le mariage de sa sœur. La soirée se termine mais le neveu s'incruste chez Peter, ce qui ne plait pas à Lois. Peter tente de faire partir le neveu, qui prend Lois en grippe et met un contrat sur sa tête. Peter tente de convaincre Paulie d'annuler le contrat mais ce dernier se fait tuer avant qu'il ne puisse le faire. Le seul espoir de Lois est d'aller au mariage afin que le don annule le contrat mais Peter gaffe et repart avec une part de tiramisu à la place. Peter offre de se faire tirer dessus en échange, ce qui impressionne le Don qui annule le contrat, mais il perd sa voiture neuve, plastiquée par le marié qui devait exécuter Lois. |                    |                                                         |                              |                                 |                         |                            |                              |            |
| 24 | 17                 | Henni soit qui mal y pense He's Too Sexy for His Fat    | Glen Hill                    | Chris Sheridan                  | 27 juin 2000            | 30 mars 2001               | Inconnue                     | 2ACX10     |
| Au supermarché, Chris est pris pour un voleur à cause de ses kilos en trop. Après cela, et à cause de Brian, Stewie se réveille une nuit infesté de puces. Les désinsectiseurs appelés dévastent la maison au M 16 pour régler le problème. Brian invite la famille à l'hôtel le temps des réparations mais Chris fait un complexe à cause de son poids à la piscine. Il entame un régime et fait du sport sous la direction de son père mais son poids ne varie pas. Son voisin Cleveland suggère une liposuccion géante mais Chris hésite. Pendant que Stewie prend du poids à se gaver devant son frère pour se moquer de lui, Peter se fait opérer et perd 100 kilos d'un coup. Devenu mince, Peter fait tout ce dont il a rêvé et Meg demande à se faire gonfler les lèvres, ce que Lois refuse. Peter prend goût aux opérations et se fait implanter des muscles artificiels et Lois est partagée entre ses fantasmes enfin assouvis et ses principes moraux. Peter découvre les avantages cachés à être beau et musclé et intègre le club des mecs riches et canons, où Chris est rejeté sans que Peter ne proteste. Peter se trouve si beau qu'il a un grave accident en se regardant dans le rétroviseur et tombe dans un réservoir de lard graisseux que son corps absorbe en un temps record.Cependant, il avoue ne pas avoir retenu la leçon. |                    |                                                         |                              |                                 |                         |                            |                              |            |
| 25 | 18                 | L'Homo ça pince E. Peterbus Unum                        | Rob Renzetti                 | Neil Goldman et Garrett Donovan | 12 juillet 2000         | 2 avril 2001               | Inconnue                     | 2ACX13     |
| Peter est jaloux car ses voisins ont eu un rendu d’impôt et pas lui. Il est même l'objet d'un contrôle fiscal où on lui confirme qu'il n'aura pas de remboursement. Peter décide de creuser la piscine de ses rêves lui-même et coupe le courant du quartier. Peter veut que la mairie lui accorde un permis d'avoir une piscine mais l'examen du cadastre montre que la parcelle de Peter n'appartient pas aux USA. Le permis est donc refusé et Peter en profite pour déclarer l'indépendance de son territoire sous le nom de Petoria dont il prend la tête. Peter est déçu de ne pas se faire respecter à l'ONU et décide d'user de la méthode irakienne et annexe la piscine de son voisin Joe. Le gouvernement américain envoie l'armée imposer un blocus sur Petoria a qui ils coupent l'eau, le gaz et l'électricité. Lois pousse au compromis mais Peter s'entête et refuse de rendre la piscine. La famine s'installe mais Peter obtient l'aide des pires dictateurs de la planète qui ne ratent pas une occasion de bien se faire voir et de piquer une tête. Mais Lois décide de quitter le pays avec les enfants et l'armée commence à user de missiles. Peter décide finalement de céder sur toute la ligne. |                    |                                                         |                              |                                 |                         |                            |                              |            |
| 26 | 19                 | Les Litres de la nation The Story on Page One           | Gavin Dell                   | Craig Hoffman                   | 18 juillet 2000         | 3 avril 2001               | Inconnue                     | 2ACX14     |
| Lois retourne à son ancienne université pour y préinscrire Meg. Brian, qui a aussi fréquenté les lieux, fait la visite. Le dossier de Meg est cependant insuffisant et Meg doit avoir une autre activité extrascolaire pour espérer entrer en fac un jour. Meg choisit d'intégrer l'équipe du journal de son lycée et part interviewer le maire qui refuse de répondre par principe aux journalistes. Meg s'accroche mais le maire se défend en alignant les phrases sans aucun sens mais gaffe et lâche une information prouvant la gabegie de ses services. Stewie, lui, réduit Chris en esclavage à l'aide d'une casquette piégée pour compenser sa petite taille. Peter ne croit pas que l'article de Meg fasse les gros titres et remplace son papier sur la corruption par un article affirmant que Luke Perry, dont Meg est fan, est homosexuel. Luke a vent de l'histoire et poursuit Meg en justice pour diffamation. Pour aider sa fille, Peter se met en tête de démontrer que Perry est vraiment gay et tente de le draguer, Brian devant prendre des photos compromettantes. Stewie lui voit son plan de tuer sa mère échouer à cause des interférences du micro-ondes qui grille la casquette de Chris. Peter arrive à attirer Perry chez lui mais l'intrusion de Meg fait échouer Peter. Luke consent à ce que Meg se contente de publier un rectificatif avant de partir rejoindre le maire qui est son amant secret.                                                                  |                    |                                                         |                              |                                 |                         |                            |                              |            |
| 27 | 20                 | Les Sentiers de la poire Wasted Talent                  | Mike Barker et Matt Weitzman | Dave Collard et Ken Goin        | 25 juillet 2000         | 4 avril 2001               | Inconnue                     | 2ACX15     |
| La bande à Peter apprend que la légendaire brasserie de la ville organise une visite guidée réservée aux gagnants d'une tombola. Toute la ville se saoule de bière pour trouver les 4 étiquettes gagnantes, y compris la Mort elle-même. Lois elle se désespère que ses élèves n'aient aucune chance de gagner le concours annuel de piano tant leur niveau est faible. Peter redouble d'effort quand il apprend que son voisin Joe a trouvé le premier billet gagnant et finit par trouver le dernier ticket dans sa dernière bière. La visite commence mais Joe est exclu de la tournée car la brasserie n'a pas d'accès pour handicapés. Lois trouve enfin un élève valable mais Stewie le bat violemment car sa musique l'empêche de regarder la télé. La visite de la brasserie, parodie de Charlie et la chocolaterie, se poursuit et Peter ne résiste pas à l'envie de goûter à une bière expérimentale aux bulles permanentes qui les rendent plus légers que l'air, ce qui l'exclut de la tournée. Peter rentre bourré chez lui et Lois découvre qu'il est un virtuose du piano quand ce dernier est fortement alcoolisé. Lois l'inscrit au concours et le bourre de bières malgré les avertissements de Brian. Le soir du concours, Peter découvre que tous les magasins sont fermés et squatte une fête d'étudiants pour se murger. Peter gagne malgré les remords tardifs de Lois qui ignore que le cerveau de Peter ne contient plus qu'un seul neurone survivant aux cuites successives. |                    |                                                         |                              |                                 |                         |                            |                              |            |
| 28 | 21                 | La Rate sur un toit brûlant Fore Father                 | Scott Wood                   | Bobby Bowman                    | 1er août 2000           | 5 avril 2001               | Inconnue                     | 2ACX16     |
| Lois déclare qu'il est temps de procéder au grand nettoyage de printemps. Peter s'aide de la bouche d'incendie pour nettoyer la façade et ruiner les vitres. Lois exclut Peter de la corvée et ce dernier part en camping avec ses voisins. Stewie passe un bilan de santé mais le vaccin pose un problème car Stewie a peur des aiguilles. Pour responsabiliser Chris, Peter lui confie le camp mais à leur retour de la pêche des ratons laveurs ont pillé les réserves. Peter veut faire de Chris un homme et tente de lui trouver un travail. Stewie lui fait une réaction au vaccin et Brain le fait plonger dans la paranoïa pour se venger de ses livres rares détruits. Le nouveau travail de Chris lui plait et Peter se met en tête de faire du fils de Cleveland un pro du golf malgré son hyperactivité. Stewie lui a des hallucinations dues à la fièvre. Chris est content de son argent gagné mais son père lui manque. Quagmire lui apprend à draguer pour lui remonter le moral et l'entraîne même dans un peep-show. Peter fait participer le fils Cleveland à un tournoi de golf mais son hyperactivité prend le dessus et il perd au dernier trou. Déçu, Peter se rapproche de son fils qui a perdu tout son argent avec les filles et se réconcilie avec. |                    |                                                         |                              |                                 |                         |                            |                              |            |

## Invités spéciaux
- Indiana Jones